# Borojoa atlantica
Borojoa atlantica är en måreväxtart som beskrevs av John Duncan Dwyer. Borojoa atlantica ingår i släktet Borojoa och familjen måreväxter.
Artens utbredningsområde är Panamá. Inga underarter finns listade i Catalogue of Life.